# Episodi di Bat Masterson (seconda stagione)
La seconda stagione della serie televisiva Bat Masterson è andata in onda negli Stati Uniti dal 1º ottobre 1959 al 30 giugno 1960 sulla NBC.
| nº | Titolo originale                   | Prima TV USA     |
| -- | ---------------------------------- | ---------------- |
| 1  | To the Manner Born                 | 1º ottobre 1959  |
| 2  | Wanted ... Dead                    | 15 ottobre 1959  |
| 3  | No Funeral for Thorn               | 22 ottobre 1959  |
| 4  | Shakedown at St. Joe               | 29 ottobre 1959  |
| 5  | Lady Luck                          | 5 novembre 1959  |
| 6  | Who'll Bury My Violence?           | 12 novembre 1959 |
| 7  | Dead Men Don't Pay Debts           | 19 novembre 1959 |
| 8  | Death and Taxes                    | 26 novembre 1959 |
| 9  | Bat Plays a Dead Man's Hand        | 3 dicembre 1959  |
| 10 | Garrison Finish                    | 10 dicembre 1959 |
| 11 | The Canvas and the Cane            | 17 dicembre 1959 |
| 12 | The Inner Circle                   | 31 dicembre 1959 |
| 13 | The Pied Piper of Dodge City       | 7 gennaio 1960   |
| 14 | A Picture of Death                 | 14 gennaio 1960  |
| 15 | Pigeon and Hawk                    | 21 gennaio 1960  |
| 16 | Flume at the Mother Lode           | 28 gennaio 1960  |
| 17 | Death by the Half Dozen            | 4 febbraio 1960  |
| 18 | Deadly Diamonds                    | 11 febbraio 1960 |
| 19 | Mr. Fourpaws                       | 18 febbraio 1960 |
| 20 | Six Feet of Gold                   | 25 febbraio 1960 |
| 21 | Cattle and Canes                   | 3 marzo 1960     |
| 22 | The Disappearance of Bat Masterson | 10 marzo 1960    |
| 23 | The Snare                          | 17 marzo 1960    |
| 24 | Three Bullets for Bat              | 24 marzo 1960    |
| 25 | The Reluctant Witness              | 31 marzo 1960    |
| 26 | Come Out Fighting                  | 7 aprile 1960    |
| 27 | Stage to Nowhere                   | 14 aprile 1960   |
| 28 | Incident at Fort Bowie             | 21 aprile 1960   |
| 29 | Masterson's Arcadia Club           | 28 aprile 1960   |
| 30 | Welcome to Paradise                | 5 maggio 1960    |
| 31 | A Grave Situation                  | 12 maggio 1960   |
| 32 | Gold is Where You Steal It         | 19 maggio 1960   |
| 33 | Wanted ... Alive, Please           | 26 maggio 1960   |
| 34 | The Elusive Baguette               | 2 giugno 1960    |
| 35 | The Big Gamble                     | 16 giugno 1960   |
| 36 | Blood on the Money                 | 23 giugno 1960   |
| 37 | Barbary Castle                     | 30 giugno 1960   |

## To the Manner Born
- Prima televisiva: 1º ottobre 1959
- Diretto da: John Rich
- Scritto da: Wells Root
- Soggetto di: Richard O'connor

### Trama
- Guest star: Ernestine Barrier (Mrs. Dwight Chancellor), David Thursby (capitano Larkin), Audrey Dalton (Abby Chancellor), Jack Hogan (Stuart Chancellor), Marie Tsien (Dealer), James Hong (Ching Sun), Myron Healey (colonnello Marc James)

## Wanted ... Dead
- Prima televisiva: 15 ottobre 1959
- Diretto da: William Conrad
- Scritto da: Gene Levitt

### Trama
- Guest star: John Archer (Jim), Dabbs Greer (Will), Bethel Leslie (Mildred Conrad), Don Kennedy (bandito), Wayne Burson, John Moloney, Dennis Moore (Tom), John Dehner (sceriffo)

## No Funeral for Thorn
- Prima televisiva: 22 ottobre 1959
- Diretto da: Alan Crosland, Jr.
- Scritto da: John McGreevey

### Trama
- Guest star: John Cliff, Chuck Webster, Wayne Burson, Dehl Berti (Tobe Pruitt), Joi Lansing (Sapphira Gardiner), Ray Teal (Virgil Gardiner), Elisha Cook, Jr. (Thorn Loomis)

## Shakedown at St. Joe
- Prima televisiva: 29 ottobre 1959
- Diretto da: Alan Crosland, Jr.
- Scritto da: Maurice Tombragel

### Trama
- Guest star: House Peters, Jr. (Marshal), Frank Wilcox (Tobias Manning), Joan O'Brien (Dora Miller), Harvey Stephens (giudice Thatcher), Joe Guardino (Usher), Frank Warren (Edgar), Bruce Gordon (Jason Medford)

## Lady Luck
- Prima televisiva: 5 novembre 1959
- Diretto da: John Rich
- Scritto da: Harry Essex

### Trama
- Guest star: Harry Woods (Morgan), Pamela Duncan (Rachel Lowery), Charles Maxwell, Bob Tetrick, Ken Drake (sceriffo), Quintin Sondergaard, Dick Bernie, Lee Sands, Dyan Cannon (Mary Lowery), Don Haggerty (Jess Porter)

## Who'll Bury My Violence?
- Prima televisiva: 12 novembre 1959
- Diretto da: Walter Doniger
- Scritto da: Don Brinkley

### Trama
- Guest star: Charles Buck, Bill Catching, Willard Waterman (Town Merchant), John Parks, Arthur Lovejoy (Crenshaw), Mort Mills (Barney Kaster), Sam Buffington (capitano Fogarty), Joanna Moore (Sharon Stabler)

## Dead Men Don't Pay Debts
- Prima televisiva: 19 novembre 1959
- Diretto da: Lew Landers
- Scritto da: Daniel B. Ullman

### Trama
- Guest star: June Blair (Louise Clements), Steve Terrell (Hal Clements), Robert J. Wilke (Rod Clements), Jack Ging (Clark Bassett), Robert Swan, Jack Lester, Diana Darrin (Joan), Eve Cotton (Jane Wilkens), Jeremy Slate (Bob Clements), Buck Young (Bill Bassett), Jerome Loden

## Death and Taxes
- Prima televisiva: 26 novembre 1959
- Diretto da: Alan Crosland, Jr.
- Scritto da: Paul Franklin

### Trama
- Guest star: John Holland (Charlie Griswold), Frank J. Scannell (Gus), Susan Cummings (Lili Napoleon), Don Kennedy (sceriffo Tim Lockhart), Jack Lemaire (Shorty Mason), Ken Christy (Eli), Kenneth Alton (Ed Lauber), Fred Catania (Albert Hastings), Richard Arlen (John Minor)

## Bat Plays a Dead Man's Hand
- Prima televisiva: 3 dicembre 1959
- Diretto da: Otto Lang
- Scritto da: Harry Essex

### Trama
- Guest star: Jeff De Benning, Ken Christy, Stanley Erickson, Bud Osborne (Fred Starr), Leake Bevil, Marx Hartman, Bruce Wendell, Don C. Harvey (John Mills), Guy Prescott (Phil Hood), Jan Harrison (Belle Sims)

## Garrison Finish
- Prima televisiva: 10 dicembre 1959
- Diretto da: Eddie Davis
- Scritto da: Maurice Tombragel

### Trama
- Guest star: Jack Haddock, John Gallaudet (colonnello Pierce), Frank Watkins, Lynn Cartwright (Ruby Red), Emile Meyer (generale Moran), Britt Lomond (Latimer), Frankie Darro (Edward 'Snapper ' Garrison)

## The Canvas and the Cane
- Prima televisiva: 17 dicembre 1959
- Diretto da: Walter Doniger
- Scritto da: Don Brinkley

### Trama
- Guest star: Jack Reitzen (Clyde), Bill Walker, Patrick Whyte (Willard Quentin), Jacqueline Scott (Teresa Renault), Dean Harens (sceriffo), John Sutton (Orrin Thackeray)

## The Inner Circle
- Prima televisiva: 31 dicembre 1959
- Diretto da: Walter Doniger
- Scritto da: Andy White

### Trama
- Guest star: Frank Ferguson (Old Billy North), Jack Kruschen (Patch Finley), Jean Willes (Grace Williams), Phillip Baird (John Scott Powers), Sherwood Keith (Lewis), Charlene Glazer (Suffragette), Don Ross (Amos Bentley), Marcia Henderson (Susan Stevens)

## The Pied Piper of Dodge City
- Prima televisiva: 7 gennaio 1960
- Diretto da: Alan Crosland, Jr.
- Scritto da: Barney Slater

### Trama
- Guest star: Evan Macneil (Dolly McGregor), Milton Frome (governatore), Ron Hayes (Wyatt Earp), King Calder (sindaco Dan Webber), Mel A. Bishop (Charlie Bassett), Matt Pelto (Nervous Neal Brown), Robert Swan (Bill Harris), Tom Montgomery (Frank McLean), Charlie Crafts, William Boyett (Marshal), Don 'Red' Barry (Luke Short)

## A Picture of Death
- Prima televisiva: 14 gennaio 1960
- Diretto da: John Rich
- Scritto da: Samuel A. Peeples

### Trama
- Guest star: John Hart (Jacobs), Perry Cook (Casey), Patricia Donahue (Billie Tuesday), Howard Petrie (Hugh Blaine), Charles Calvert (giudice Morse), Allen Jaffe (Coleman), Pierre Watkin (giudice Smith), Dennis Moore (sceriffo), Donald Woods (Roger Purcell)

## Pigeon and Hawk
- Prima televisiva: 21 gennaio 1960
- Diretto da: Alan Crosland, Jr.
- Scritto da: John Tucker Battle

### Trama
- Guest star: Rand Brooks (Willard Wynant), Mickey Simpson (Eric), Howard Petrie (Hugh Blaine), Hugh Sanders (Lee Baxter), Ralph Helfer (Roberts), Tom London (Carpenter), Jack W. Harris (David), Lisa Montell (Selena Thorn)

## Flume at the Mother Lode
- Prima televisiva: 28 gennaio 1960
- Diretto da: Walter Doniger
- Scritto da: Gene Levitt

### Trama
- Guest star: Stephen Bekassy (Emile Barole), Bobby Hall (Miller), Jerome Cowan (Ben Wilson), Miranda Jones (Nancy Wilkerson), Frank Harding (Will), Nick Nicholson (agente di cambio), Arnold Daly (Spencer), John Baxter (Curt), Paul Lambert (Charles Hamilton)

## Death by the Half Dozen
- Prima televisiva: 4 febbraio 1960
- Diretto da: Alan Crosland, Jr.
- Scritto da: Guy De Vry

### Trama
- Guest star: Norman Sturgis (Slim Tobey), Dorothy Johnson (Claire Cantrell), Ted de Corsia (Hank Griswell), Patrick Waltz (Buck Peters), Terry Rangno (Johnny Kearns), Terry Frost (Tom Kearns), William Vaughn (Eddie Griswell), Willard Waterman (sindaco Goodwin)

## Deadly Diamonds
- Prima televisiva: 11 febbraio 1960
- Diretto da: Walter Doniger
- Scritto da: John McGreevey

### Trama
- Guest star: William Schallert (dottor Harold Dunsmore), Hank Patterson (Soda Smith), Allison Hayes (Ellie Winters), William Tannen (Charles Graves), Bill Catching (Mine Guard), Kenneth Tobey (Reed Amherst)

## Mr. Fourpaws
- Prima televisiva: 18 febbraio 1960
- Diretto da: Eddie Davis
- Scritto da: D. D. Beauchamp, Mary Beauchamp

### Trama
- Guest star: Les Hellman (Brad Pierce), Frank J. Scannell (Roulette Dealer), Gregory Walcott (Sam Long), Frank Gerstle (Hank), Edmund Cobb (Joe), Paula Raymond (Linda Wills)

## Six Feet of Gold
- Prima televisiva: 25 febbraio 1960
- Diretto da: Walter Doniger
- Scritto da: Don Brinkley

### Trama
- Guest star: William Fawcett (assistente di Sheriff), Woody Chambliss (O'Malley), Carol Ohmart (Lisa Truex), Ron Foster (Toby Dawson), Lester Dorr (Land Office Clerk), James Coburn (Leo Talley)

## Cattle and Canes
- Prima televisiva: 3 marzo 1960
- Diretto da: Eddie Davis
- Scritto da: Harry Essex

### Trama
- Guest star: John Parrish, Ken Drake (Colby), Ted Markland, K. L. Smith, Wayne Heffley, James Nusser (Isaac), Joyce Taylor (Jane Taylor), Dan White (Ben Taylor), Brad Dexter (Dallas Agate)

## The Disappearance of Bat Masterson
- Prima televisiva: 10 marzo 1960
- Diretto da: Walter Doniger
- Scritto da: Maurice Tombragel

### Trama
- Guest star: Chuck Roberson (scagnozzo), Ray Kellogg (vice sceriffo), Oscar Beregi, Jr. (Hermann the Great), Robert Karnes (Landry), Liam Sullivan (Blackie), Jack Williams (scagnozzo), Doris Fesette (Magician), Erin O'Brien (Jeanie Landry)

## The Snare
- Prima televisiva: 17 marzo 1960
- Diretto da: Eddie Davis
- Scritto da: Samuel A. Peeples

### Trama
- Guest star: Henry Rowland (Naylor, henchman), Yvonne Lime (Lola White), Marshall Reed (Alf Hayman), William Henry (sceriffo Brady), Faith Langley (Miss Todd), Charlotte Knight (Old Woman sulla diligenza), Henry Wills (conducente della diligenza), Ted Jacques (Horse Renter), Robert Ivers (Yaqui Kid)

## Three Bullets for Bat
- Prima televisiva: 24 marzo 1960
- Diretto da: Alan Crosland, Jr.
- Scritto da: Dean Riesner

### Trama
- Guest star: Miguel Ángel Landa (Carlos), Brett King (Dan Moseley), Suzanne Lloyd (Linda), Tristram Coffin (Marshal Roy Dunning), Dennis Moore (Barker), George Eldredge (giudice), Stephen Coit (John La Tour), Kent Taylor (John Martin / Gabilan)

## The Reluctant Witness
- Prima televisiva: 31 marzo 1960
- Diretto da: William Conrad
- Scritto da: George F. Slavin

### Trama
- Guest star: Ron Hayes (Wyatt Earp), Charles Reade (impiegato), Allison Hayes (Ellie Winters), Donald Murphy (Charlie Ryan), Charles Bail (Tod Mason), David Perna (Hub Mason), George Ross (Charley), Robert Swan (Charlie Bassett), Harry Lauter (sceriffo Conners)

## Come Out Fighting
- Prima televisiva: 7 aprile 1960
- Diretto da: Alan Crosland, Jr.
- Scritto da: Paul Franklin

### Trama
- Guest star: Steve Warren (Paddy Muldoon), Connie Buck (Lolita), Ken Mayer (Largo Morgan), Joan Granville (Belinda Muldoon), Guy Teague, Clark Smith, Alex Sharp (Moose Morgan), Jean Paul King (Alistaire Drago), Rhys Williams (Malachi Brody)

## Stage to Nowhere
- Prima televisiva: 14 aprile 1960
- Diretto da: Eddie Davis
- Scritto da: Ron Bishop, Wells Root

### Trama
- Guest star: William Yip, Bill Catching, Craig Duncan (Casey), Michael Forest (Noah Gannon), James Seay (Parker James), Constance Ford (Ivy Dickson)

## Incident at Fort Bowie
- Prima televisiva: 21 aprile 1960
- Diretto da: Franklin Adreon
- Scritto da: Don Brinkley

### Trama
- Guest star: Tyler McVey (colonnello Sloan), Dennis O'Flaherty (caporale), Cathy Downs (Julie Giles), Robert J. Stevenson (Ben Roper), Will Wright (Billy Willow)

## Masterson's Arcadia Club
- Prima televisiva: 28 aprile 1960
- Diretto da: Alan Crosland, Jr.
- Scritto da: Paul Franklin

### Trama
- Guest star: Lane Bradford (Rod Bradbury), Morgan Jones (Mace Gunnison), Kasey Rogers (Dixie Mayhew), Larry Hudson (Clark Chisum), Andy Albin, Charles Fredericks (Marshal), X Brands (Jeb Mitchell)

## Welcome to Paradise
- Prima televisiva: 5 maggio 1960
- Diretto da: James Goldstone
- Scritto da: Guy De Vry

### Trama
- Guest star: Gerald Milton (John Whelan), James Parnell (sceriffo Joe Fassett), Lonnie Blackman (Elsie Snow), Ralph Taeger (Frank Dexter), Bill Hickman, Simon Prescott, Charles Reade (Jeriah Smith), Robert Foulk (giudice Pete Perkins)

## A Grave Situation
- Prima televisiva: 12 maggio 1960
- Diretto da: Franklin Adreon
- Scritto da: Maurice Tombragel

### Trama
- Guest star: Peggy Knudsen (Katie), Jack W. Harris (David), Howard Petrie (Hugh Blaine), Lance Fuller (Powers), Allen Jaffe (Harry), John Doucette (Lemuel Carstairs)

## Gold is Where You Steal It
- Prima televisiva: 19 maggio 1960
- Diretto da: Alan Crosland, Jr.
- Scritto da: Michael Fessier

### Trama
- Guest star: Byron Morrow (Henry Hansen), Charles Reade, Rosa Turich (Anita), Carlos Romero (Juan Torrino), Martin Garralaga (Pio Anselm), Gloria Castillo (Rosita Anselm)

## Wanted ... Alive, Please
- Prima televisiva: 26 maggio 1960
- Diretto da: Eddie Davis
- Scritto da: D. D. Beauchamp

### Trama
- Guest star: Chuck Couch, John Verros, Steve Darrell (Alec Hudson), Tony Stimolo, Gary Spencer, Jean Paul King, Diana Crawford (Renee Hudson), Joe Turkel (Fargo), Douglas Dumbrille (generale Taylor Milland), H. M. Wynant (Benton Foster)

## The Elusive Baguette
- Prima televisiva: 2 giugno 1960
- Diretto da: Alan Crosland, Jr.
- Scritto da: George F. Slavin

### Trama
- Guest star: Stanley Farrar (Mr. Stacy), Frank Warren (sceriffo Simpson), Allison Hayes (Ellie Winters), Don Kelly (Reed Morgan), Ralph Gary (Riverboat Captain), Leslie Parrish (Lucy Carter)

## The Big Gamble
- Prima televisiva: 16 giugno 1960
- Diretto da: Franklin Adreon
- Scritto da: Michael Fessier

### Trama
- Guest star: Gene Roth (Barkeep), Evan Thompson (Steve Fansler), Morgan Woodward (Kana), Heather Ames (Angelita), Anthony Dexter (Allesandro Belleen), Arch Johnson (Mr. Smith)

## Blood on the Money
- Prima televisiva: 23 giugno 1960
- Diretto da: Alan Crosland, Jr.
- Scritto da: Mikhail Rykoff

### Trama
- Guest star: Chuck Hayward, Page Slattery (Dane Holloway), Len Lesser (Frank Holloway), Kaye Elhardt (Eva Rogers), Paul Fierro (Hidalgo), Walter Coy (Andrew Strathmere)

## Barbary Castle
- Prima televisiva: 30 giugno 1960
- Diretto da: Alan Crosland, Jr.
- Scritto da: Don Brinkley

### Trama
- Guest star: Rusty Lane (Marshal), George Eldredge (dottore), Gloria Talbott (Mary MacLeod), Stewart Bradley (Tracy Crow), Jay Novello (capitano Angus MacLeod)